# Xã Grand Prairie, Quận Jefferson, Illinois
Xã Grand Prairie (tiếng Anh: Grand Prairie Township) là một xã thuộc quận Jefferson, tiểu bang Illinois, Hoa Kỳ. Năm 2010, dân số của xã này là 909 người.